# サンタ・ジュスタ
サンタ・ジュスタ (Santa Giusta) は、人口4,784人のイタリア共和国サルデーニャ州オリスターノ県のコムーネの一つである。

## 地理

### 位置・広がり
沼沢地であるスターニョ・ディ・サンタ・ジュスタ (it:Stagno di Santa Giusta) に面する。スターニョ・ディ・サンタ・ジュスタの周辺にもいくつかの沼地がある。パルマス・アルボレーアの市域まで広がる。

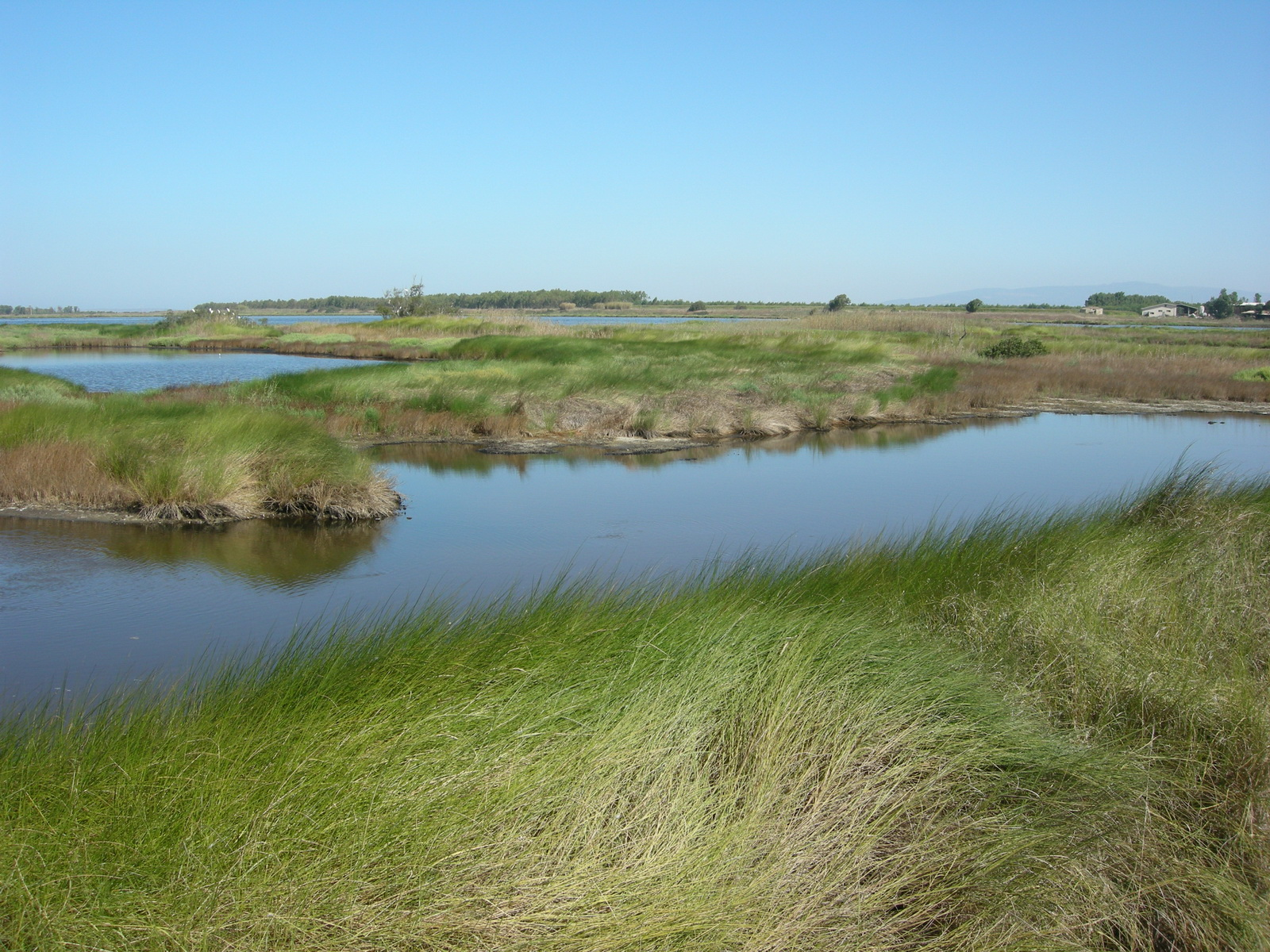
スターニョ・ディ・サンタ・ジュスタ

#### 隣接コムーネ
隣接するコムーネは以下の通り。
- アーレス
- アルボレーア
- マッルービウ
- モルゴンジョーリ
- オリスターノ
- パルマス・アルボレーア
- パーウ

## 自然・環境
スターニョ・ディ・サンタ・ジュスタ周辺の沼地のひとつで、サンタ・ジュスタ市街の南東に位置するスターニョ・ディ・パウリ・マイオーリ（Stagno di Pauli Maiori）は、ラムサール条約登録湿地である。スターニョ・ディ・サンタ・ジュスタとは水路で結ばれた淡水の潟湖で、東のパルマス・アルボレーアの市域との間にまたがる（パルマス・アルボレーア、イタリアのラムサール条約登録地一覧も参照）。